# Oberon (poemat)

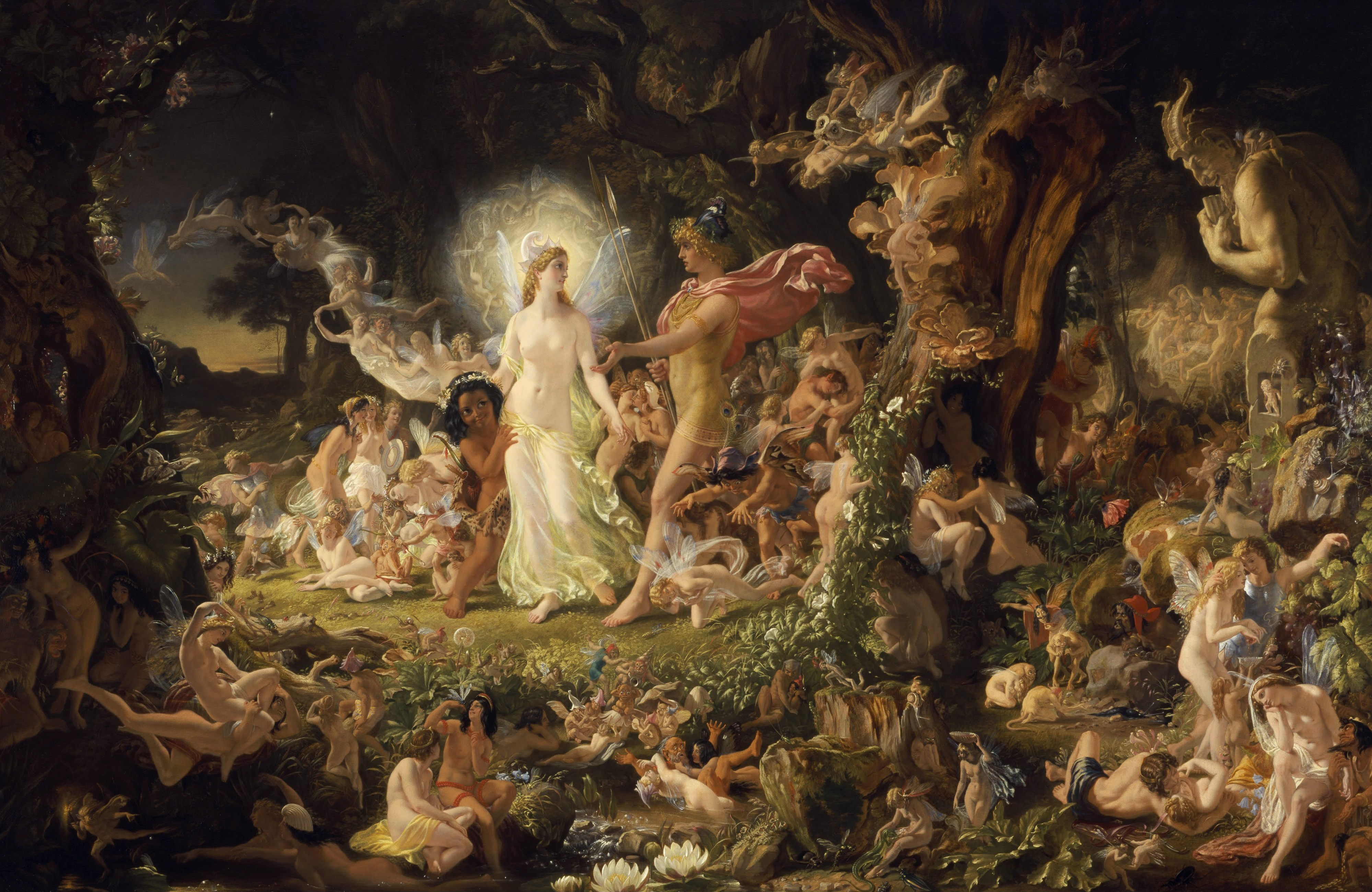
Joseph Noel Paton, Kłótnia Oberona i Tytanii

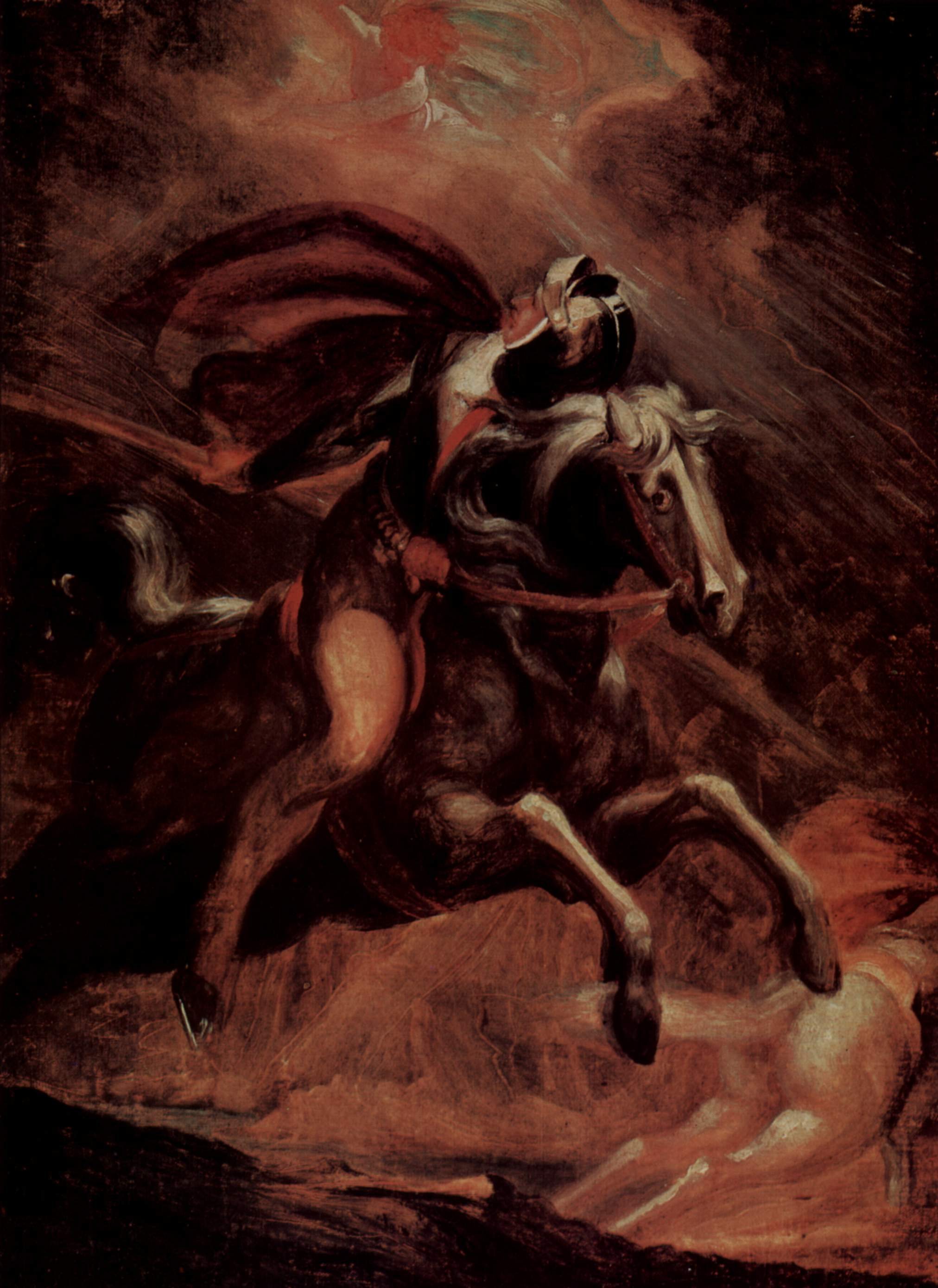
Johann Heinrich Füssli, Rycerz Huon. Ilustracja do Oberona Christopha Martina Wielanda

Oberon – poemat epicki osiemnastowiecznego niemieckiego poety Christopha Martina Wielanda, opublikowany w 1780. Utwór, choć powstał u schyłku oświecenia, ma cechy typowo romantyczne, jak fascynacja średniowieczem i orientem.

## Forma
Epos Wielanda jest dziełem obszernym. Składa się z dwunastu pieśni. Jest napisany strofą ośmiowersową. Zwrotki są rymowane w różny sposób, na przykład ababcdcd albo ababcddc.

Noch einmahl sattelt mir den Hippogryfen, ihr Musen,
Zum Ritt ins alte romantische Land!
Wie lieblich um meinen entfesselten Busen
Der holde Wahnsinn spielt! Wer schlang das magische Band
Um meine Stirne? Wer treibt von meinen Augen den Nebel
Der auf der Vorwelt Wundern liegt?
Ich seh', in buntem Gewühl, bald siegend, bald besiegt,
Des Ritters gutes Schwert, der Heiden blinkende Säbel.

## Treść
Utwór ma charakter awanturniczego eposu rycerskiego. Jego akcja jest osadzona w czasach cesarza Karola Wielkiego. Bohaterem poematu jest rycerz Huon. Za popełnione przestępstwo, którym było nieumyślne spowodowanie śmierci cesarskiego syna, został przez potężnego władcę wysłany z niebezpieczną misją na wschód. Miał ściąć mieczem osobę, która będzie siedziała po lewej stronie kalifa Bagdadu, trzy razy pocałować jego córkę, imieniem Recja, i to tak, aby wszyscy to zobaczyli, a na dodatek wyrwać mu cztery zęby i garść włosów z brody. Wyprawa wydawała się skazaną z góry na porażkę i zapewne skończyłaby się tragicznie, gdyby nie pomoc tytułowego bożka Oberona. Oberon pokłócił się ze swoją żoną Tytanią i złożył przysięgę, że się z nią nie pogodzi, dopóki nie odnajdzie pary, która będzie wolała śmierć niż rozstanie. Przewidywał, że Huon i córka kalifa będą taką właśnie parą. Obdarował rycerza cudownym rogiem, którego dźwięki miały wyjątkową moc oddziaływania na ludzi. Kiedy francuski wojownik przybył na dwór bagdadzkiego monarchy, zgodnie z poleceniem swojego suwerena obciął głowę dostojnikowi towarzyszącemu kalifowi, skądinąd narzeczonemu Recji, którą zresztą bynajmniej nie pałała do niego sympatią. Dzięki cudownemu rogowi zaczarował żołnierzy kalifa. Tymczasem Oberon zadbał o trofeum dla cesarza, czyli zęby i brodę kalifa. Po wielu perypetiach Huon i Recja szczęśliwie przybywają na dwór władcy Franków, a Oberon godzi się z Tytanią.

## Przekład
Na język polski poemat Wielanda przełożył Wiktor Baworowski. Fragmenty dzieła zostały przedrukowane w antologii Piotra Chmielowskiego i Edwarda Grabowskiego Obraz literatury powszechnej w streszczeniach i przykładach z 1896. Na angielski epos przetłumaczył (strofą dziewięciowersową) William Sotheby.
Do utworu Wielanda nawiązali w swojej operze Oberon Carl Maria von Weber (muzyka) i James Robinson Planché (libretto).